# Die Teufelspiraten
Die Teufelspiraten ist ein 1963 entstandener, britischer Abenteuer- und Piratenfilm aus der Hammer Films-Produktion mit Christopher Lee in der Hauptrolle. 

## Handlung
Die Handlung spielt im Jahre 1588: Nach dem Untergang der Armada hat die spanische Krone den Krieg gegen England verloren, und nur noch vereinzelte spanische Schiffe machen das Seegebiet um die englische Südküste unsicher. Unter ihnen befindet sich auch die „Diavolo“, die als Piratenschiff unter der Führung von Capitán Robeles wenigstens auf Beutefang gehen will. Einst wurde die Mannschaft mit dem Versprechen auf große Beute an Bord gelockt. Der Kapitän weiß, dass er aus mehreren Gründen zum Erfolg verdammt ist: Erstens muss er seine murrenden Leute bei Laune halten, und zweitens ist die „Diavolo“ im Kampf beschädigt worden und bedarf dringend der Generalüberholung. Deshalb muss Robeles unbedingt die englische Küste anlaufen, um in einem versteckt liegenden Hafen die erforderlichen Reparaturen durchführen zu können, sonst wird eine Heimreise nach Spanien unmöglich sein. 
Capitán Robeles landet im Marschland der dünn besiedelten englischen Küste an, wird dabei aber von der jungen Engländerin Jane beobachtet, die bei den Dörflern sofort Alarm schlägt. Robeles und seine Leute wenden daraufhin einen Trick an, um die Bewohner gefügig zu machen: Abgeschottet von der Welt, wissen die Provinzler hier nicht, wer die Seeschlacht gewonnen hat. So behauptet Robeles, er sei die Vorhut der spanischen Besatzungsmacht und die kapitulierenden Briten hätten sich zu ergeben. Da die Nachricht des tatsächlichen englischen Sieges nicht bis hierhin vorgedrungen ist, sehen die Führer der Gemeinde, der Bürgermeister und der örtliche Kirchenvertreter, keinen Grund, an den Aussagen der Kapitäns zu zweifeln und verdonnern ihre Mitbürger zur Zusammenarbeit mit den Besatzern. Robeles und der spanische Grande Don Manuel Rodriguez de Savilla müssen nun versuchen, wenigstens einige Tage lang ihre undisziplinierte Piratentruppe als glaubwürdige Besatzungsarmee auftreten zu lassen. Doch nicht alle Dörfler sind zur Kollaboration bereit: Janes Vater, der Dorfschmied Tom, und Harry, ein weiterer Bewohner, organisieren bereits einen antispanischen Widerstand. Bald kommt es zur offenen Revolte und eine gewaltsame Auseinandersetzung erscheint unvermeidbar …

## Produktionsnotizen
Die Teufelspiraten wurden (vermutlich) im Mai 1964 in den USA uraufgeführt und am 26. Juni 1964 erstmals in Deutschland gezeigt. Die britische Premiere fand im August 1964 statt.
Die Filmbauten kreierte Bernard Robinson, die bereits unmittelbar zuvor für den Hammer-Piratenfilm Die scharlachrote Klinge gebaut wurden.

## Kritiken
„Herkömmliche Abenteuer-Unterhaltung, die den üblichen historischen Bilderbogen mit Schlacht- und Kampfgetümmel verbindet.“

Der Movie & Video Guide fand, dies sei „ein guter, kleiner Film“.
Halliwell’s Film Guide fand, es handele sich hier um  „glanzloses Seemannsgarn mit nicht allzu viel Handlung und einigen Elementen von Hammer-Horror.“